# Före mörkret
Före mörkret (norska: Før mørket) är en norsk thriller- och dramafilm som hade premiär på Göteborg Film Festival den 24 januari 2025. Filmen, som är baserad på Lindis Hurums (generalsekreterare för Läkare utan gränser i Norge) självbiografi, är regisserad av Eirik Svensson efter ett manus skrivet av Harald Rosenløw Eeg och Lars Gudmestad.
Filmen hade biopremiär i Sverige den 4 april 2025, utgiven av Draken Film.

## Handling
Filmen utspelar sig på Läkare utan gränsers fältsjukhus i Centralafrikanska republiken på julafton 2013. Inbördeskriget rasar och Bangui är uppdelat i en muslimsk och en kristen del. En muslimsk man söker sig till kliniken i den kristna delen där hjälparbetare kämpar för att rädda liv. Utanför står en aggressiv milis som kräver att mannen lämnas ut.

## Rollista (i urval)
| Alexander Karim       | – Joseph   |
| Kristine Kujath Thorp | – Linn     |
| Alma Pöysti           | – Caroline |
| Tracy Gotoas          | – Tessy    |

## Produktion
Filmen är producerad av Catrin Gundersen och Hugo Hagemann Føsker för Fantefilm, i samproduktion med Cinenic Film, Nordisk Film, Film i Väst och ReelMedia.